# Subergorgiidae
Subergorgiidae is een familie van zachte koralen uit de orde van Alcyonacea.

## Geslachten
- Annella Gray, 1858
- Rosgorgia Lopez Gonzalez & Gili, 2001
- Subergorgia Gray, 1857